# گمینا ژگوو (استان ووتسکی)
گمینا ژگوو (استان ووتسکی) (به لهستانی:  Gmina Rzgów) یک گمینا در لهستان است که در شهرستان ووچ شرقی واقع شده‌است. گمینا ژگوو ۶۵٫۹۷ کیلومتر مربع مساحت و ۹٬۰۱۹ نفر جمعیت دارد.